# Louis Schmetzer & Co.
Louis Schmetzer & Co. war ein Unternehmen, das 1873 in Rothenburg ob der Tauber gegründet wurde und 1890/91 nach Ansbach übersiedelte, wo es bis 1955 bestand. Die Fabrik produzierte zunächst Kinderwagen, Spielwaren und Fahrräder, später auch Puppenwagen, Kindermöbel, hölzerne Kinderschlitten und Krankenfahrstühle. Auf einer Reklamemarke wurde Schmetzer als „kgl. Bayr. Hof-Holzwaren- und Kindermöbelfabrik“ bezeichnet; zeitweise firmierte Schmetzer offenbar auch als Korbwarenfabrik.

## Geschichte
Der Firmengründer Wilhelm Ludwig Louis Gottfried Schmetzer, genannt Louis, wurde am 24. Mai 1843 in Rothenburg ob der Tauber geboren. Im Alter von 19 Jahren wanderte er in die USA aus, wurde US-amerikanischer Staatsbürger und lebte zeitweise in Chicago. 1873 kam er zurück nach Rothenburg o. d. Tauber und gründete die Firma Louis Schmetzer & Co. zur Fabrikation von Kinderwägen und Spielwaren. Der Betrieb lag außerhalb der Stadtmauer „Vor dem Rödertor 913“, heute Ansbacher Straße 15.
1879 bewarb sich Schmetzer um das Bürgerrecht in Rothenburg o. d. Tauber und heiratete anschließend Clara Straff (* 4. Juli 1855 in Meerane; † 27. Januar 1926 ebenda), eine Tochter des Fabrikanten und Kommerzienrats Gottlieb August Straff aus Meerane in Sachsen.
Schmetzers Unternehmen entwickelte sich erfolgreich. Laut einer Anzeige im Katalog zur 1. Bayerischen Landesausstellung in Nürnberg im Jahre 1882 beschäftigte der Betrieb 240 Arbeiter und 60 Arbeiterinnen in der Fabrik und weitere 200 in Heimarbeit. Damit dürfte die Fa. Louis Schmetzer & Co. damals der größte Arbeitgeber in Rothenburg o. d. Tauber (1881 ca. 6.500 Einwohner) gewesen sein. Bei dieser Ausstellung wurde das Unternehmen für seine Produkte mit einer Silbermedaille ausgezeichnet. Auch bei der Weltausstellung in Amsterdam 1883 erhielt die Fa. Louis Schmetzer & Co. eine Silbermedaille.
1890/91 verlegte das Unternehmen seinen Firmensitz nach Ansbach. Als Grund wurde die schlechte Bahnanbindung von Rothenburg o. d. Tauber genannt, die dem Betrieb Wettbewerbsnachteile beschere. Die Fabrik lag südwestlich des Ansbacher Bahnhofs und hatte die Adresse D 128 (heute Heilig-Kreuz-Straße). In Ansbach expandierte das Unternehmen weiter. Im Bericht der Handels- und Gewerbekammer Mittelfranken für das Jahr 1893 hieß es: „Ebenso hatte die Kinderwagenfabrik einen erhöhten Absatz und mußte, namentlich in der Herbstzeit, über die Tagesstunden arbeiten lassen, um den Anforderungen zu genügen.“ Für das Jahr 1895 berichtete die Handels- und Gewerbekammer Mittelfranken, dass sich die Kinderwagenfabrik auf dem Weltmarkt gut behaupten könne, vollauf beschäftigt sei und ca. 700 Personen beschäftige. Der Aufschwung setzte sich auch 1897 fort: „Der Umsatz war im abgelaufenen Jahr wiederum ein erhöhter, es wurden auf dem noch freiliegenden Bauterrain große Neubauten für Werkstätten und Lagerräume aufgeführt. Trotzdem erwiesen sich die räumlichen Verhältnisse neuerdings als ungenügend. Die Fabrik ist außerordentlich stark beschäftigt und hat besonders der Export nach den überseeischen Ländern bedeutend zugenommen.“
Im Februar 1897 nahm sich Louis Schmetzer in Zürich das Leben. In dem Bericht einer regionalen Tageszeitung hieß es, dass er schwermütig, also depressiv, gewesen sei. Schmetzers Ehefrau Clara erbte die Fabrik und verkaufte sie an die Gebrüder Haas, Bankiers aus Rothenburg, die den Betrieb erfolgreich weiterführten. Aus der Familie Haas sind die Namen von zwei Geschäftsführern überliefert, die den Titel „Kommerzienrat“ verliehen bekamen: Theodor Haas (er führte das Unternehmen bis 1925) und sein Nachfolger Hermann Haas.
1898 meldete die Handels- und Gewerbekammer Mittelfranken: „Die Fabrik war während des Jahres 1898, gleich den Vorjahren, stark beschäftigt und hat auch deren Umsatz eine weitere Erhöhung erfahren. Das Exportgeschäft hat sich weiter ausgedehnt und sind neue Verbindungen, besonders in den südafrikanischen Staaten, erworben worden.“ 1907 wurde dem Unternehmen der Titel „Königlich Bayrische Hof-Holzwaren- und Kindermöbelfabrik“ verliehen. Im selben Jahr legte sich das Unternehmen eine Dampfmaschine zu. Mitte der 1920er Jahre soll die Fa. Louis Schmetzer & Co. die größte Fabrik ihrer Art in Süddeutschland gewesen sein.
Bei einem Bombenangriff der US Air Force auf Ansbach am 22. Februar 1945 wurde die Schmetzer‘sche Fabrik schwer getroffen, aber nicht komplett zerstört. Das Unternehmen bestand noch bis 1955, als die „Noris Zündlicht AG“ aus Nürnberg das Fabrikanwesen in der Heilig-Kreuz-Straße erwarb.
In Ansbach gibt es eine Louis-Schmetzer-Straße. Firmenschriften befinden sich im Bestand des Deutschen Museums. Alte Schmetzer-Kinderwagen werden inzwischen von Sammlern gekauft.

## Fahrrad-Produktion
Vermutlich hatte Schmetzer während seines Aufenthalts in den USA Kontakte zur dortigen Fahrradbranche geknüpft. 1874 begann er in Rothenburg o. d. Tauber mit der Fertigung von Kinder-Fahrrädern, ab 1878 wurden auch Velocipede (Hochräder) für Erwachsene produziert. Im Januar 1883 bekam Schmetzer ein US-Patent mit der Nr. 271,524 für eine höhenverstellbare Sattelfeder. Im Juni 1884 und im Juli 1885 beteiligte sich Schmetzer an Fahrrad-Ausstellungen des Münchner Velociped-Clubs, bei denen seine Erzeugnisse prämiert wurden. In einer Werbeanzeige vom März 1889 bezeichnete sich das Unternehmen als „Aelteste Velociped-Fabrik des Continents.“
1889 warb die Firma Schmetzer für ein Sicherheitsniederrad „Victoria“, das in den USA als „The Victor Safety“ bereits 1887 von der Overman Wheel Company aus Chicoppee Falls in Massachusetts angeboten wurde. 1890 war Schmetzer neben 24 anderen Firmen im 1. Mitglieder-Verzeichnis des Vereins Deutscher Fahrradfabrikanten aufgelistet.
Nach Schmetzers Tod 1897 scheint die Fahrradproduktion eingestellt worden zu sein. In späteren Werbeanzeigen kommen nur noch Kinder-Fahrräder vor, die aber als Spielwaren einzuordnen sind. Im Ansbacher Adressbuch von 1900 war die Fa. Louis Schmetzer & Co. als „Kinderwagenfabrik“ eingetragen.